# Northern Outfall Sewer

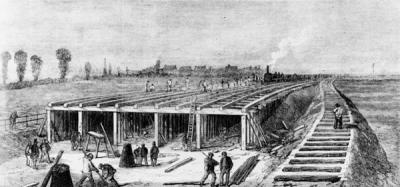
O Northern Outfall Sewer em construção, em 1861

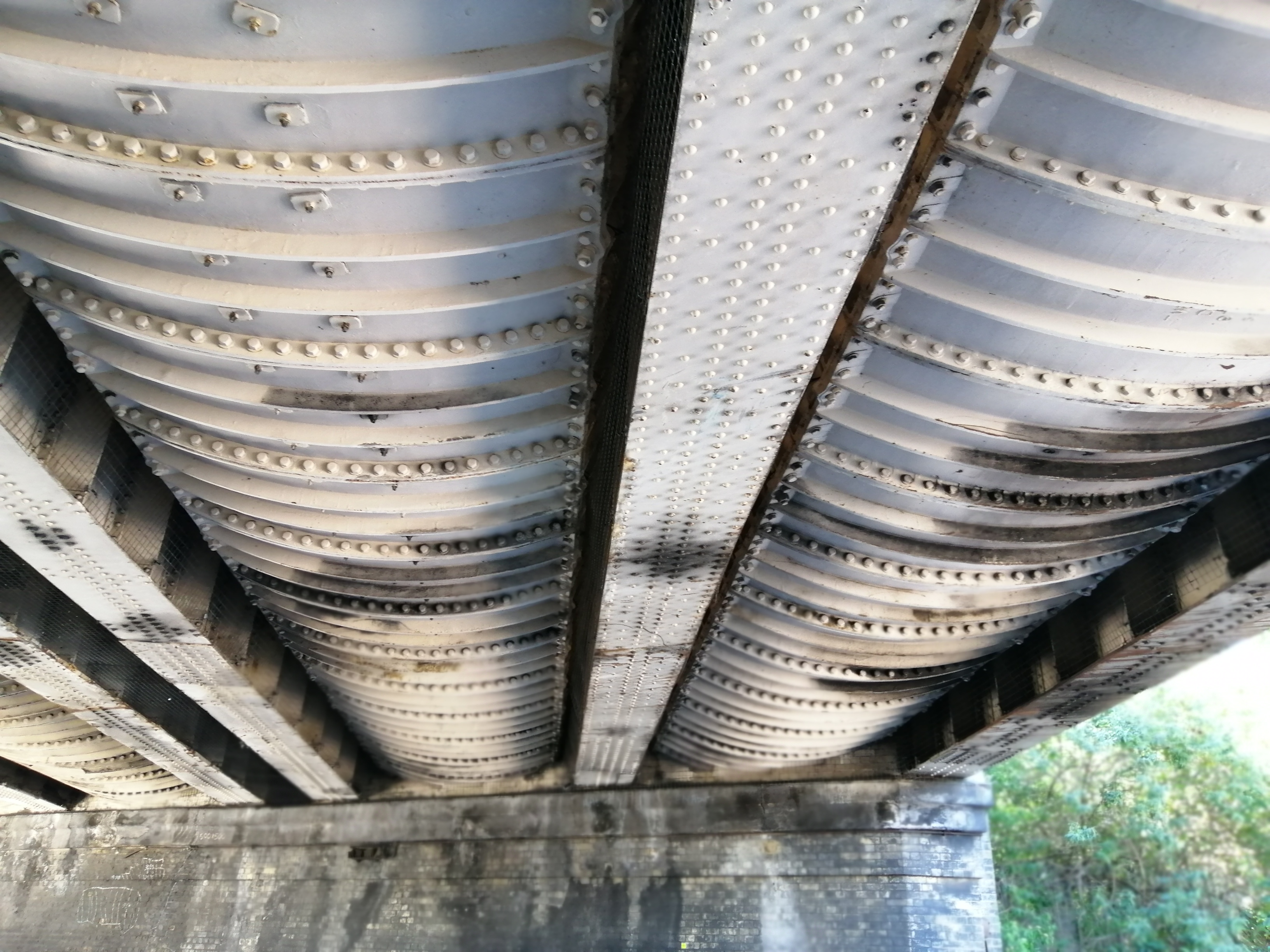
O Northern Outfall Sewer (Greenway) sobre a Manor Road A1011

O Northern Outfall Sewer (NOS) é um esgoto gravitacional principal de Londres que vai de Wick Lane, em Hackney, até a estação de tratamento de esgoto de Beckton, no leste de Londres (leste de Stratford); a maior parte do esgoto foi projetada por Joseph Bazalgette após um surto de cólera em 1853 e o Grande Fedor, de 1858.